# Чёрное письмо
«Чёрное письмо» (кит. трад. 黑帖, палл. Хэй те, англ. Black Invitation) — тайваньский приключенческий драматический боевик 1969 года режиссёра Чжоу Сюйцзяна, снятый по сценарию Чжан Юнсяна. В главных ролях заняты Хань Сянцинь, Бай Ин и Ян Мэнхуа.

## Сюжет
Чоу Сань и его банда с Тигриной горы терроризируют жителей близлежащих деревень, посылая им чёрные письма, в которых указано то, что селяне должны отдать преступникам. Те, кто не успевает или отказывается выполнить условия, испытывает на себе гнев бандитов. Семья главы деревни Вань отказывается подчиняться людям с Тигриной горы и вследствие этого оказывается в опасности. В это время в деревню возвращается бродяга Сю Хуачжэнь. После визита Чоу в усадьбу Вань, глава деревни просит Хуачжэня помочь обеспечить безопасность его сыну на пути в город. Во время поездки бродяга попадает в плен, а сын главы возвращается домой. После пыток Хуачжэнь удаётся сбежать в деревню. Бандиты снова приходят к селянам, чтобы забрать Мэй Сян, девушку Хуачжэня, но тот противостоит им.

## В ролях
| Актёр        | Роль                    |
| ------------ | ----------------------- |
| Хань Сянцинь | Мэй Сян                 |
| Бай Ин       | Сю Хуачжэнь             |
| Ян Мэнхуа    | Хун Цзи                 |
| Ма Цзи       | Чоу Сань                |
| Цао Цзянь    | глава деревни Вань      |
| Гао Мин      | Лао Могу, отец Хуачжэня |
| Вань Чуншань | Вань Жэньмэй            |
| Сюэ Хань     | Железный Архат          |
| Мелвин Чжан  | бандит Улыбающийся Тигр |
| Юй Цзикун    | Шунь Гуань, брат Сян    |
| Гэ Сянтин    | дядюшка Цзю             |
| Цуй Фушэн    | богач Чжао              |
| Мин Гэ       | матушка Гэ              |
| И Мин        | старик Сян Куй          |
| Ли Ли        | лодочник                |
| Ван Фэй      | сельский житель         |

## Съёмочная группа
- Компания: China Arts Motion Picture (производство), International Film Studio (съёмки)
- Продюсер: Ша Жунфэн, Чжан Цзюинь (исполнительный)
- Режиссёр: Чжоу Сюйцзян
- Автор сценария: Чжан Юнсян[англ.]
- Ассистент режиссёра: Цзян Юйцянь
- Постановка боевых сцен: Бай Ин
- Художник: Цао Няньлун
- Монтаж: Ван Цзиньчэнь
- Гримёр: Чжоу Гоин, И Цзян
- Дизайнер по костюмам: Чжу Дэчжэнь
- Оператор-постановщик: Линь Хунчжун
  - Оператор: Сяо Шисюнь, Цю Яоху
- Композитор: Ли Гобао